# Upplands runinskrifter 794
Upplands runinskrifter 794 är ett vikingatida runblock av ljusröd granit i Vindsberga, Tillinge socken och Enköpings kommun. 
Runinskriftens höjd är 9-10 centimeter. Blocket är söndervittrat och av ristningen kvarstår inte mycket.

## Inskriften
Ornamentiken på ristningen är i Livstens stil och allt tyder på att han är den som utfört ristningen.
Translitterering av runraden:
+ ik-...þu-... ...(r) + faþur + sen +
Normalisering till runsvenska:
... ... faður sinn.
Översättning till nusvenska:
... sin fader ...
Möjligen har de första runorna utgjort det då i området vanliga kvinnonamnet Ingiþora.